# Trentepohlia fimbricosta
Trentepohlia fimbricosta là một loài ruồi trong họ Limoniidae. Chúng phân bố ở miền Australasia.